# Estland op de Olympische Jeugdwinterspelen 2012
Estland was een van de landen die deelnam aan de Olympische Jeugdwinterspelen 2012 in Innsbruck, Oostenrijk.

## Medailleoverzicht
| Sport   | Olympiër    | Onderdeel               | Medaille |
| ------- | ----------- | ----------------------- | -------- |
| Biatlon | Rene Zahkna | 7,5 km sprint (m)       | Zilver   |
| Biatlon | Rene Zahkna | 10 km achtervolging (m) | Zilver   |

## Deelnemers en resultaten
(m) = mannen, (v) = vrouwen 

### Alpineskiën
| Olympiër   | Onderdeel           | Resultaat | Prestatie                           |
| ---------- | ------------------- | --------- | ----------------------------------- |
| Tonis Luik | super g (m)         | 28        | 1.09,00 (+4,55)                     |
| Tonis Luik | supercombinatie (m) | -         | - (-) (1.06,98, DSQ)                |
| Tonis Luik | reuzenslalom (m)    | 9e        | 1.55,52 (+3,82) (59.72, 55,80)      |
| Tonis Luik | slalom (m)          | 14e       | 1.23,42 (+5,06) (42.45, 40,97)      |
|            |                     |           |                                     |
| Triin Tobi | super g (v)         | -         | DNF (-)                             |
| Triin Tobi | supercombinatie (v) | -         | - (-) (DNF, -)                      |
| Triin Tobi | reuzenslalom (v)    | 27e       | 2.06,67 (+10,54) (1.03,49, 1.03,18) |
| Triin Tobi | slalom (v)          | 14e       | 1.29,47 (+9,71) (46,74, 42,73)      |

### Biatlon
| Olympiër                                                 | Onderdeel                 | Resultaat | Prestatie                                                                                              |
| -------------------------------------------------------- | ------------------------- | --------- | --- |
| Tarvi Sikk                                               | 7,5 km sprint (m)         | 20e       | 21.29,5 (+2.07,8) pen.: 2 (0+2)                                                                        |
| Tarvi Sikk                                               | 10 km achtervolging (m)   | 34e       | +5.59,5 pen.: 9 (1+1+5+2)                                                                              |
| Rene Zahkna                                              | 7,5 km sprint (m)         | Zilver    | 19.43,0 (+21,3) pen.: 1 (0+1)                                                                          |
| Rene Zahkna                                              | 10 km achtervolging (m)   | Zilver    | +9,5 pen.: 4 (0+2+1+1)                                                                                 |
|                                                          |                           |           | |
| Meril Beilmann                                           | 6 km sprint (v)           | 21e       | 19.46,6 (+2.18,9) pen.: 3 (0+3)                                                                        |
| Meril Beilmann                                           | 7,5 km achtervolging (v)  | 21e       | +6.59,0 pen.:6 (3+0+2+1)                                                                               |
| Maarja Maranik                                           | 6 km sprint (v)           | 25e       | 19.58,7 (+2.31,0) pen.: 3 (2+1)                                                                        |
| Maarja Maranik                                           | 7,5 km achtervolging (v)  | 33e       | +8.21,6 pen.:9 (2+3+2+2)                                                                               |
| Maarja Maranik Meril Beilmann Tarvi Sikk Rene Zahkna     | gemengde estafette        | 8e        | 1:17.29,3 (+6.22,5) (1+8 3+10) 18.19,8 (0+3 0+1) 18.19,4 (0+1 1+3) 20.42,3 (0+1 1+3) 20.07,8 (1+3 1+3) |
| Meril Beilmann Kelly Vainlo Rene Zahkna Andreas Veerpalu | biatlon/langlaufestafette | 8e        | 1:06.37,7 (0+4) 20.32,6 (0+1 0+1) 11.40,2 21.43,6 (0+1 0+1) 12.41,3                                    |

### Curling
| Olympiër                                               | Onderdeel      | Resultaat   | Prestatie |
| ------------------------------------------------------ | -------------- | ----------- | --- |
| Robert-Kent Paell Sander Rouk Marie Turmann Kerli Zirk | gemengd team   | 16e         | Voorronde: blauwe groep 1-10 Zwitserland 4-09 Tsjechië 1-12 Zwitserland 6-07 Nieuw-Zeeland 7-05 Zuid-Korea 3-07 China 3-08 Noorwegen |
|                                                        |                |             | |
| Robert-Kent Paell + CAN Emily Gray                     | dubbeltoernooi | 1/32 finale | 1/32F: 2-8 RUS Anastasia Moskaleva + JPN Tsukasa Horigome                                                                            |
| Sander Rouk + SUI Elena Stern                          | dubbeltoernooi | 1/32 finale | 1/32F: 3-13 RUS Marina Verenich + USA Korey Dropkin                                                                                  |
| Marie Turmann + ITA Alessandro Zoppi                   | dubbeltoernooi | 1/32 finale | 1/32F: 3-10 CZE Zuzana Hruzova + RUS Mikhail Vaskov                                                                                  |
| Kerli Zirk + SWE Rasmus Wrana                          | dubbeltoernooi | 1/16 finale | 1/32F: 8-1 NOR Stine Haalien + RUS Aleksandr Korshunov 1/16F: 4-6 USA Taylor Anderson + GBR Dunzan Menzies                           |

### Kunstrijden
| Olympiër                                                                             | Onderdeel           | Resultaat | Prestatie                                          |
| ------------------------------------------------------------------------------------ | ------------------- | --------- | -------------------------------------------------- |
| Sindra Kriisa                                                                        | solo (v)            | 15e       | 92.43 [kk: 34.43 (13), vk: 58.00 (15)]             |
|                                                                                      |                     |           |                                                    |
| Victoria-Laura Lohmus Andrei Davodov                                                 | ijsdansen           | 12e       | 70.78 [kk: 26.67 (12), vk: 44.11 (10)]             |
|                                                                                      |                     |           |                                                    |
| Team 8 Sindra Kriisa FRA Timofei Novaikin UKR Oleksandra Nazarova / Maksym Nikitin   | gemengd landen team | 4e        | 13 pnt. (236.52) 01 (58.52) 05 (99.56) 07 (78.44)  |
| Team 7 ITA Micol Cristini KOR Lee June-hyoung Victoria-Laura Lohmus / Andrei Davodov | gemengd landen team | 7e        | 12 pnt. (220.50) 03 (65.60) 06 (109.30) 03 (45.60) |

### Langlaufen
| Olympiër                                                 | Onderdeel                 | Resultaat | Prestatie                                                           |
| -------------------------------------------------------- | ------------------------- | --------- | ------------------------------------------------------------------- |
| Andreas Veerpalu                                         | 10 km klassiek (m)        | 8e        | 30.42,2 (+1.13,4)                                                   |
| Andreas Veerpalu                                         | sprint (m)                | 15e       | kwartfinale                                                         |
|                                                          |                           |           |                                                                     |
| Kelly Vainlo                                             | 5 km klassiek (v)         | 21e       | 16.40,1 (+2.22,1)                                                   |
| Kelly Vainlo                                             | sprint (v)                | 25e       | kwartfinale                                                         |
|                                                          |                           |           |                                                                     |
| Meril Beilmann Kelly Vainlo Rene Zahkna Andreas Veerpalu | biatlon/langlaufestafette | 8e        | 1:06.37,7 (0+4) 20.32,6 (0+1 0+1) 11.40,2 21.43,6 (0+1 0+1) 12.41,3 |

### Noordse combinatie
| Olympiër       | Onderdeel     | Resultaat | Prestatie                                                        |
| -------------- | ------------- | --------- | ---------------------------------------------------------------- |
| Kristjan Ilves | Gundersen (m) | 7e        | schansspringen: 73,0 m - 124,5 p. (8e +0.52) langlaufen: +1.11,5 |

### Schansspringen
| Olympiër   | Onderdeel       | Resultaat | Prestatie                     |
| ---------- | --------------- | --------- | ----------------------------- |
| Rauno Loit | individueel (m) | 13e       | 207,0 ptn. (65,5 m en 65,5 m) |